# Strete
Strete är en by och en civil parish i South Hams i Devon i England. Orten har 474 invånare (2011).